# Aspidium obtusum
Aspidium obtusum là một loài dương xỉ trong họ Tectariaceae. Loài này được Sw. mô tả khoa học đầu tiên năm 1806.
Danh pháp khoa học của loài này chưa được làm sáng tỏ. 